# Wales Rally GB
Wales Rally GB är Storbritanniens största rallytävling och ingår i Rally-VM. Rallyt har sin bas i Llandudno i norra Wales och körs i mellersta och norra delen av landet.
Från det första rallyt 1932 fram till 1997 kallades tävlingen Lombard RAC Rally och Network Q RAC Rally. 1998 fick rallyt namnet Rally of Great Britain, efter att RAC slutat vara direkt arrangör.
Den första tiden arrangerades rallyt av Royal Automobile Club, med Monte Carlo-rallyt som förebild. Tävlingarna utgick från flera olika platser i Storbritannien, med ett gemensamt mål på engelska sydkusten. 
2020 och 2021 arrangerades inget rally, till följd av nedstängningarna på grund av covid-19-pandemin.
Erik Carlsson ”på taket” vann tävlingen tre år i rad i början av 1960-talet. Rallyt dominerades länge av nordiska förare fram till 1990-talet då Colin McRae och Richard Burns var som mest framgångsrika.

## Vinnare av Wales Rally GB
| År      | Vinnare                                          | Bil                                              |                |
| ------- | ------------------------------------------------ | ------------------------------------------------ | -------------- |
| 1932    | Överste Loughborough                             | Lanchester                                       |                |
| 1933    | Kitty Brunell                                    | AC Ace                                           |                |
| 1934    | F R G Spikins                                    | Singer Le Mans                                   |                |
| 1935    | Resultat okänt                                   | Resultat okänt                                   | Resultat okänt |
| 1936    | C E A Westcott                                   | Austin 7                                         |                |
| 1937    | Jack Harrop                                      | SS Jaguar 100                                    |                |
| 1938    | Jack Harrop                                      | SS Jaguar 100                                    |                |
| 1939    | Abiegeg Fane                                     | BMW 328                                          |                |
| 1940–50 | Inställt under andra världskriget.               | Inställt under andra världskriget.               |                |
| 1951    | Ian Appleyard Pat Appleyard                      | Jaguar XK120                                     |                |
| 1952    | Godfrey Imhof Barbara Frayling                   | Allard-Cadillac J2                               |                |
| 1953    | Ian Appleyard Pat Appleyard                      | Jaguar XK120                                     |                |
| 1954    | John Wallwork Harold Brooks                      | Triumph TR2                                      |                |
| 1955    | Jimmy Ray Brian Horrocks                         | Standard Ten                                     |                |
| 1956    | Lyndon Sims Rupert Jones Tony Ambrose            | Aston Martin DB2                                 |                |
| 1957    | Inställt på grund av Suezkrisen.                 | Inställt på grund av Suezkrisen.                 |                |
| 1958    | Peter Harper Bill Deane                          | Sunbeam Rapier                                   |                |
| 1959    | Gerald Burgess Sam Croft-Pearson                 | Ford Zephyr                                      |                |
| 1960    | Erik Carlsson Stuart Turner                      | Saab 96                                          |                |
| 1961    | Erik Carlsson John Brown                         | Saab 96                                          |                |
| 1962    | Erik Carlsson David Stone                        | Saab 96                                          |                |
| 1963    | Tom Trana Sune Lundström                         | Volvo PV544                                      |                |
| 1964    | Tom Trana Gunnar Thermanius                      | Volvo PV544                                      |                |
| 1965    | Rauno Aaltonen Tony Ambrose                      | BMC Mini Cooper S 1275                           |                |
| 1966    | Bengt Söderström Gunnar Palm                     | Lotus Cortina                                    |                |
| 1967    | Inställt på grund av mul- och klövsjuke-epidemi. | Inställt på grund av mul- och klövsjuke-epidemi. |                |
| 1968    | Simo Lampinen John Davenport                     | Saab 96 V4                                       |                |
| 1969    | Harry Källström Gunnar Häggbom                   | Lancia Fulvia 1.6 Coupé HF                       |                |
| 1970    | Harry Källström Gunnar Häggbom                   | Lancia Fulvia 1.6 Coupé HF                       |                |
| 1971    | Stig Blomqvist Arne Hertz                        | Saab 96 V4                                       |                |
| 1972    | Roger Clark Tony Mason                           | Ford Escort RS1600                               |                |
| 1973    | Timo Mäkinen Henry Liddon                        | Ford Escort RS1600                               |                |
| 1974    | Timo Mäkinen Henry Liddon                        | Ford Escort RS1600                               |                |
| 1975    | Timo Mäkinen Henry Liddon                        | Ford Escort RS1800                               |                |
| 1976    | Roger Clark Stuart Pegg                          | Ford Escort RS1800                               |                |
| 1977    | Björn Waldegård Hans Thorszelius                 | Ford Escort RS1800                               |                |
| 1978    | Hannu Mikkola Arne Hertz                         | Ford Escort RS1800                               |                |
| 1979    | Hannu Mikkola Arne Hertz                         | Ford Escort RS1800                               |                |
| 1980    | Henri Toivonen Paul White                        | Talbot Sunbeam Lotus                             |                |
| 1981    | Hannu Mikkola Arne Hertz                         | Audi Quattro                                     |                |
| 1982    | Hannu Mikkola Arne Hertz                         | Audi Quattro                                     |                |
| 1983    | Stig Blomqvist Björn Cederberg                   | Audi Quattro A2                                  |                |
| 1984    | Ari Vatanen Terry Harryman                       | Peugeot 205 Turbo 16                             |                |
| 1985    | Henri Toivonen Neil Wilson                       | Lancia Delta S4                                  |                |
| 1986    | Timo Salonen Seppo Harjanne                      | Peugeot 205 Turbo 16                             |                |
| 1987    | Juha Kankkunen Juha Piironen                     | Lancia Delta HF 4WD                              |                |
| 1988    | Markku Alén Ilkka Kivimäki                       | Lancia Delta Integrale                           |                |
| 1989    | Pentti Airikkala Ronan McNamee                   | Mitsubishi Galant VR-4                           |                |
| 1990    | Carlos Sainz Luis Moya                           | Toyota Celica GT-Four                            |                |
| 1991    | Juha Kankkunen Juha Piironen                     | Lancia Delta Integrale 16V                       |                |
| 1992    | Carlos Sainz Luis Moya                           | Toyota Celica Turbo 4WD                          |                |
| 1993    | Juha Kankkunen Nicky Grist                       | Toyota Celica Turbo 4WD                          |                |
| 1994    | Colin McRae Derek Ringer                         | Subaru Impreza 555                               |                |
| 1995    | Colin McRae Derek Ringer                         | Subaru Impreza 555                               |                |
| 1996    | Armin Schwarz Denis Giraudet                     | Toyota Celica GT-Four                            |                |
| 1997    | Colin McRae Nicky Grist                          | Subaru Impreza WRC                               |                |
| 1998    | Richard Burns Robert Reid                        | Mitsubishi Carisma GT Evo 5                      |                |
| 1999    | Richard Burns Robert Reid                        | Subaru Impreza WRC                               |                |
| 2000    | Richard Burns Robert Reid                        | Subaru Impreza WRC                               |                |
| 2001    | Marcus Grönholm Timo Rautiainen                  | Peugeot 206 WRC                                  |                |
| 2002    | Petter Solberg Phil Mills                        | Subaru Impreza WRC                               |                |
| 2003    | Petter Solberg Phil Mills                        | Subaru Impreza WRC                               |                |
| 2004    | Petter Solberg Phil Mills                        | Subaru Impreza WRC                               |                |
| 2005    | Petter Solberg Phil Mills                        | Subaru Impreza WRC                               |                |
| 2006    | Marcus Grönholm Timo Rautiainen                  | Ford Focus RS WRC 06                             |                |
| 2007    | Mikko Hirvonen Jarmo Lehtinen                    | Ford Focus RS WRC 07                             |                |
| 2008    | Sébastien Loeb Daniel Elena                      | Citroën C4 WRC                                   |                |
| 2009    | Sébastien Loeb Daniel Elena                      | Citroën C4 WRC                                   |                |
| 2010    | Sébastien Loeb Daniel Elena                      | Citroën C4 WRC                                   |                |
| 2011    | Jari-Matti Latvala Miikka Anttila                | Ford Fiesta RS WRC                               |                |
| 2012    | Jari-Matti Latvala Miikka Anttila                | Ford Fiesta RS WRC                               |                |
| 2013    | Sébastien Ogier Julien Ingrassia                 | Volkswagen Polo R WRC                            |                |
| 2014    | Sébastien Ogier Julien Ingrassia                 | Volkswagen Polo R WRC                            |                |
| 2015    | Sébastien Ogier Julien Ingrassia                 | Volkswagen Polo R WRC                            |                |
| 2016    | Sébastien Ogier Julien Ingrassia                 | Volkswagen Polo R WRC                            |                |
| 2017    | Elfyn Evans Daniel Barritt                       | Ford Fiesta RS WRC                               |                |
| 2018    | Sébastien Ogier Julien Ingrassia                 | Ford Fiesta RS WRC                               |                |
| 2019    | Ott Tänak Martin Järveoja                        | Toyota Yaris WRC                                 |                |